# فلپس، کنتاکی
فلپس (به انگلیسی: Phelps) یک منطقهٔ مسکونی در ایالات متحده آمریکا است که در شهرستان پایک، کنتاکی واقع شده‌است. فلپس ۲۳٫۱ کیلومتر مربع مساحت و ۱٬۰۵۳ نفر جمعیت دارد و ۲۵۵ متر بالاتر از سطح دریا واقع شده‌است.